# 亞歷山大·科科林
亞歷山大·科科林（俄語：Александр Александрович Кокорин；1991年3月19日—），是一位俄羅斯足球運動員，場上司職前锋，現在效力于塞浦路斯甲組足球聯賽球隊艾里斯利馬素。他也曾代表俄羅斯國家足球隊參賽。

## 生平
2012-13赛季，科科林表现惊艳，使得莫斯科迪纳摩 在他的合同中加入了1900万欧元的违约金条款。
2011年以来，科科林代表俄罗斯国家足球队出场36次，而且随俄罗斯队参加了2012年欧洲杯以及 2014年世界杯足球赛。
2018年10月，他因與襲擊有關的指控而被捕，後來被判有罪，最終被判入獄近一年。
據他的律師尤里·帕達科稱，在他於2019年9月17日獲釋後，他與泽尼特簽訂了新合約，直到2019-20賽季結束。
2021年1月21日，莫斯科斯巴达克宣布與意甲俱樂部佛罗伦萨就科科林的轉會達成協議。

## 榮譽

### 球會
辛尼特
- 俄羅斯足球超級聯賽冠軍﹕2018-19賽季
- 俄羅斯盃冠軍﹕2015-16賽季
- 俄羅斯超級盃冠軍：2016年

## 外部連結
- Soccerway資料庫：亞歷山大·科科林